# Enrique Femia
Luis Enrique Femia Ríos (Montevideo, 27 maggio 2002) è un calciatore uruguaiano, centrocampista del Danubio.

## Carriera
Femia è cresciuto nel settore giovanile del Progreso, con cui ha debuttato il 24 agosto 2022 nell'incontro di Segunda División perso 1-0 contro l'Uruguay Montevideo.
Rimasto svincolato, nel luglio del 2023 ha firmato con il Cerro.

## Statistiche

### Presenze e reti nei club
Statistiche aggiornate al 20 maggio 2024.
| Stagione        | Squadra         | Campionato      | Campionato | Campionato | Coppe nazionali | Coppe nazionali | Coppe nazionali | Coppe continentali | Coppe continentali | Coppe continentali | Altre coppe | Altre coppe | Altre coppe | Totale | Totale | Totale |
| Stagione        | Squadra         | Comp            | Pres       | Reti       | Comp            | Pres            | Reti            | Comp               | Pres               | Reti               | Comp        | Pres        | Reti        | Pres   | Reti   |        |
| --------------- | --------------- | --------------- | ---------- | ---------- | --------------- | --------------- | --------------- | ------------------ | ------------------ | ------------------ | ----------- | ----------- | ----------- | ------ | ------ | ------ |
| 2022            | Progreso        | SD              | 1          | 0          | CU              | 1               | 0               |                    | -                  | -                  |             | -           | -           | 2      | 0      |        |
| 2023            | Cerro           | PD              | 3          | 0          | CU              | 2               | 0               |                    | -                  | -                  |             | -           | -           | 5      | 0      |        |
| 2024            | Cerro           | PD              | 12         | 0          | CU              | 0               | 0               |                    | -                  | -                  |             | -           | -           | 12     | 0      |        |
| Totale carriera | Totale carriera | Totale carriera | 16         | 0          |                 | 3               | 0               |                    | -                  | -                  |             | -           | -           | 19     | 0      |        |